# تقسیمات اداری فنلاند

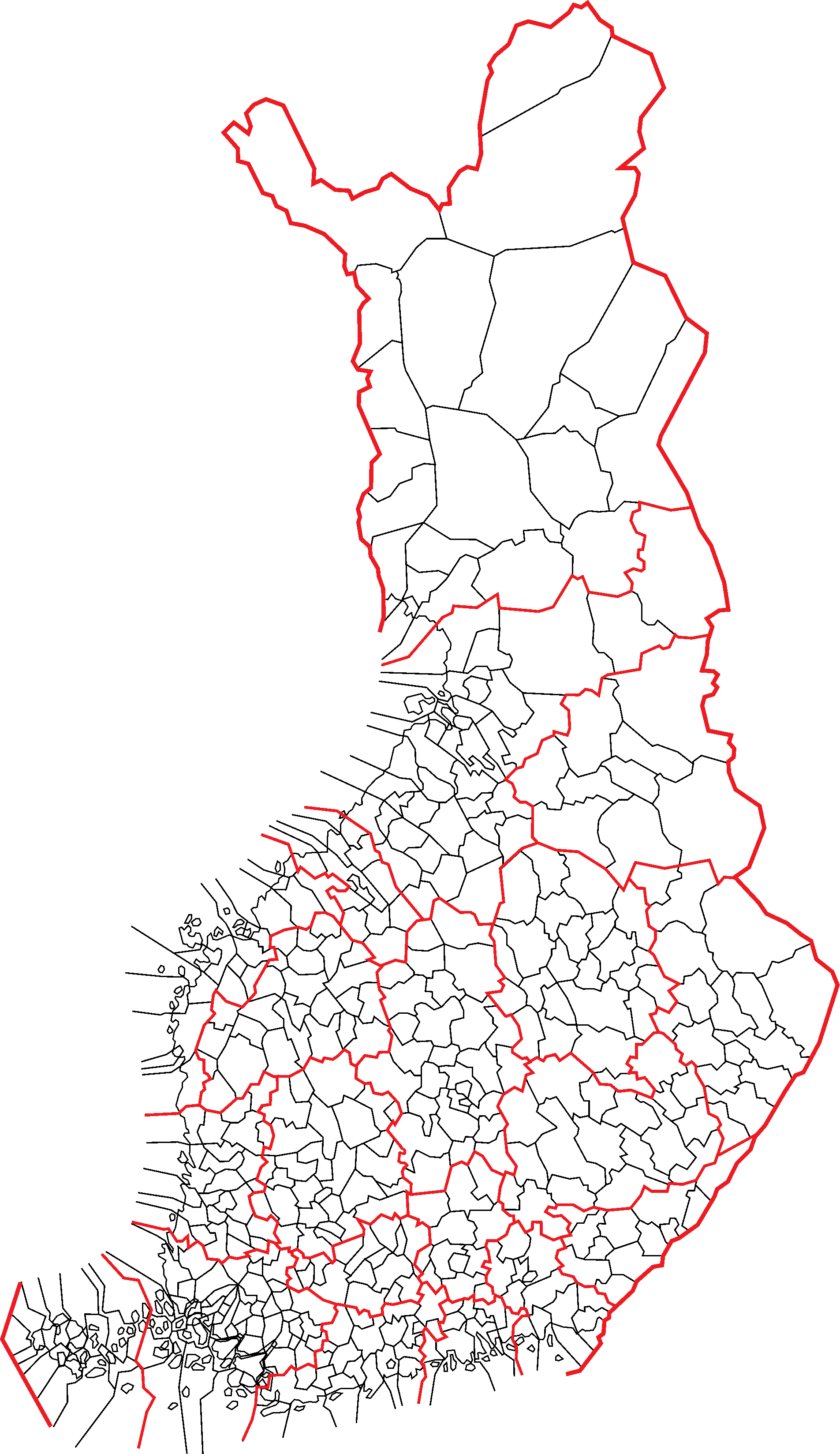
نقشه شهرداری‌ها و منطقه‌های فنلاندفنلاند (۲۰۰۷). مرزهای سیاه به شهرداری‌ها و قرمز به مناطق اشاره دارد.

از سال ۲۰۱۷، تقسمات اداری فنلاند به سه دسته تقسیم می‌شود:
- منطقه‌های فنلاند[۱]
- ناحیه‌ها در فنلاند[۲]
- شهرداری‌های فنلاند[۳]

## شرح
شهرداری‌ها نیمی از هزینه‌های عمومی را تشکیل می‌دهند. هزینه‌ها از طریق مالیات بر درآمد شهرداری، یارانه‌های دولتی و سایر درآمدها تأمین می‌شود. تا سال ۲۰۱۷، ۳۱۱ شهرداری وجود دارد که اکثر آنها زیر ۵۰۰۰ نفر سکنه داشتند. در فنلاند، دولت برنامه اصلاح ساختار شهرداری و خدمات را برای اصلاح سیستم پیچیده و پرهزینه شهرداری آغاز کرده‌است، اما این طرح‌ها با مخالفت‌های زیادی از سوی بوروکرات‌های محلی و گروه‌های ذینفع مواجه شده‌است. مردم اغلب با شهرداری خود همراهی کنند. وظایف اداری محلی دولت توسط سازمان‌های اداری ایالتی منطقه ای انجام می‌شود.
علاوه بر شهرداری‌ها، ترتیبات پیچیده دیگری نیز وجود دارد. شهرداری‌ها در هفتاد و چهار ناحیهو بیست منطقه همکاری می‌کنند. اینها توسط شهرداری‌های عضو اداره می‌شوند. منطقه جزایر الند دارای یک شورای منطقه ای دائمی و منتخب دموکراتیک است که بخشی از خودمختاری است. مردم سامی دارای یک منطقه نیمه خودمختار سامی در لاپلند برای مسائل مربوط به زبان و فرهنگ هستند.